# Rhyacophila subovata
Rhyacophila subovata là một loài Trichoptera trong họ Rhyacophilidae. Chúng phân bố ở miền Cổ bắc.